# The Toast of Death
The Toast of Death er en amerikansk stumfilm fra 1915 af Thomas H. Ince.

## Medvirkende
- Harry Keenan som Drake
- Louise Glaum som Poppea
- Herschel Mayall som Yar Khan
- J. Frank Burke
- Charles Swickard